# Milford Center
Milford Center és una població dels Estats Units a l'estat d'Ohio. Segons el cens del 2000 tenia 626 habitants.

## Demografia
Segons el cens del 2000, Milford Center tenia 626 habitants, 232 habitatges, i 177 famílies. La densitat de població era de 690,6 habitants per km².
Dels 232 habitatges en un 40,9% hi vivien nens de menys de 18 anys, en un 60,8% hi vivien parelles casades, en un 12,9% dones solteres, i en un 23,7% no eren unitats familiars. En el 19,4% dels habitatges hi vivien persones soles el 8,6% de les quals corresponia a persones de 65 anys o més que vivien soles. El nombre mitjà de persones vivint en cada habitatge era de 2,7 i el nombre mitjà de persones que vivien en cada família era de 3,11.
Per edats la població es repartia de la següent manera: un 28,3% tenia menys de 18 anys, un 8,3% entre 18 i 24, un 31,9% entre 25 i 44, un 20,8% de 45 a 60 i un 10,7% 65 anys o més.
L'edat mediana era de 34 anys. Per cada 100 dones de 18 o més anys hi havia 95,2 homes.
La renda mediana per habitatge era de 40.938 $ i la renda mediana per família de 47.250 $. Els homes tenien una renda mediana de 33.929 $ mentre que les dones 24.750 $. La renda per capita de la població era de 18.346 $. Aproximadament l'1,8% de les famílies i l'1% de la població estaven per davall del llindar de pobresa.

## Poblacions més properes
El següent diagrama mostra les poblacions més properes.